# 푸쥔
푸쥔(溥儁, 1885년 1월 10일 ~ 1942년 1월 19일)은 중국 청나라의 황족 종실이자 정치인이다. 이름은 아이신교로 푸쥔(愛新覺羅溥儁)이다. 동치제의 추정상속인이기도 하다.

## 생애
부준의 아버지는 광서제의 6촌 형 이혁단군왕(已革端郡王)이고, 친할아버지는 도광제의 서자로 출생하여 돈각친왕(도광제의 이복 동생)의 양자가 된 돈근친왕이며, 양할아버지는 서회친왕(도광제의 이복 동생)의 아들 서민군왕이다. 1891년 1월 7일, 6세 나이로 보국공(輔國公)에 책봉되었다.
1898년 9월 21일을 기하여 그는 서태후의 농간 작전에 의하여 13세의 나이로 1899년 3월 18일을 기하여 보경제(保慶帝)로 옹립되었다. 그러나 이듬해인 1900년 1월 24일 서태후에 의해 폐위되고 보국공으로 다시 강등되었다.
청나라 멸망 후에는 중화민국 국민정부로부터 배척되었다. 이후 1912년 2월 12일부터 당시 청나라 소조정 수장이었던 선통제의 섭정을 맡았다. 이후 1917년 7월 1일 복벽사건으로 선통제가 청 황제에 재추대되며 중화민국 안후이 제독이었던 장쉰 장군에게 섭정을 위임하였다.
1922년 5월 29일 아버지상을 치르고, 1925년 7월부터 1926년 3월까지 중화민국 총통부 참의를 지냈다. 1928년 2월 29일 이후 중화민국 허베이성 베이핑 변두리의 탑왕부(塔王府)에서 칩거하며 지냈다. 1942년 1월 19일, 탑왕부에서 만성 간부전증으로 인하여 향년 57세로 훙서하였다.
| 전임 광서제 | 청나라의 비정통 황제 1899년 3월 18일 ~ 1900년 1월 24일 | 후임 - (폐위) |

| 전임 無 (신해혁명으로 청나라가 멸망) | 청나라 소조정(수장: 청 선통제 푸이)의 제1대 섭정 1912년 2월 12일 ~ 1917년 7월 1일 | 후임 장쉰 |